# 普羅旺斯雜燴

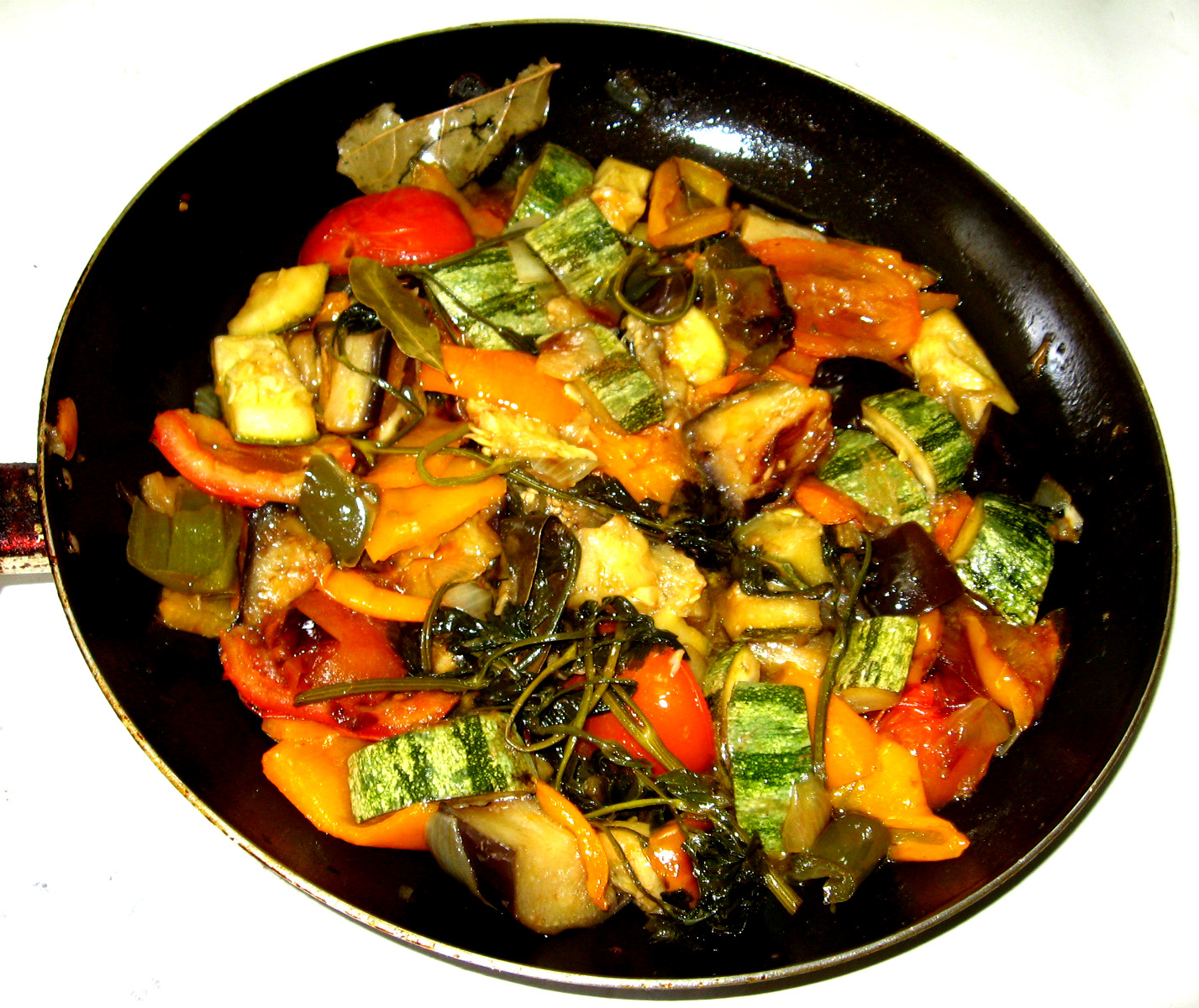
普羅旺斯雜燴

普羅旺斯雜燴（法語：ratatouille）或普羅旺斯蔬菜鍋、普羅旺斯燉菜、法式雜菜煲是法國南部的普羅旺斯和尼斯的一道特色菜肴，各種蔬菜的大雜燴。
單詞“ratatouille”來自奥克语中的ratatolha。菜的原產地是在普羅旺斯周邊地區和尼斯省。加泰隆尼亞菜“xamfaina”和majorquin菜“tombet”與ratatouille也很類似。
它的配方主要是茄子、煮熟（油炸）的蔬菜、洋蔥、櫛瓜、辣椒、番茄和大蒜。它沒有一定的配方，但是烹饪方法却是一定的。烹饪方法主要有兩種：所有的蔬菜一起烹調或每種蔬菜單獨烹調后再混合。普羅旺斯傳統派廚師主張用炒制，並通用火的胡椒去殼，並加入酒。